# Sergio Galeotti
Sergio Galeotti (Pietrasanta, 26 luglio 1945 – Milano, 14 agosto 1985) è stato un architetto e stilista italiano co-fondatore della Giorgio Armani S.p.A., uno dei marchi più importanti al mondo nel campo della moda.

## Biografia
Galeotti frequentò il liceo artistico a Carrara e lavorò presso diversi studi di architettura in Italia. Giorgio Armani e Galeotti si incontrarono a Forte dei Marmi, Toscana, nel 1966. Galeotti fu una persona importante per la storia dell'azienda Armani, guidò il settore finanziario e gli aspetti amministrativi della società. Egli ebbe anche autorizzazione da parte dello stesso Armani per iniziare la propria etichetta di moda.
Muore il 14 agosto 1985 per complicazioni dovute all'Aids; i giornali dell'epoca parlarono di infarto per mantenere riserbo sulla vicenda.

## Vita personale
Galeotti e Armani ebbero una relazione negli anni '70. Armani ricorda che la scomparsa di Galeotti gli fece rivalutare la sua azienda e la sua vita.

## Carriera
Al fine di reperire il capitale per avviare l'etichetta Armani, Galeotti convinse Armani a vendere il suo Maggiolino Volkswagen per assumere uno staff e un ufficio a Milano.